# Isse (Mythologie)
Isse (altgriechisch Ἴσση Íssē) ist eine Person der griechischen Mythologie. Sie ist die Tochter des Makareus und Enkelin des Aiolos.
Von Apollon, der sie in der Verkleidung eines Schäfers aufsuchte, ist sie die Mutter des Prylis.
Auf sie gehen sowohl die Namen der antiken Stadt Issa auf Lesbos, als auch der kroatischen Insel Vis, in der Antike Issa genannt, zurück.